# Myotis occultus
Myotis occultus (Hollister, 1909) è un pipistrello della famiglia dei Vespertilionidi diffuso nell'America settentrionale.

## Descrizione

### Dimensioni
Pipistrello di piccole dimensioni, con la lunghezza della testa e del corpo tra 43,8 e 50,4 mm, la lunghezza dell'avambraccio tra 33 e 40,6 mm, la lunghezza della coda tra 29,6 e 39,2 mm, la lunghezza del piede tra 7,8 e 9,2 mm, la lunghezza delle orecchie tra 11,2 e 15 mm, l'apertura alare fino a 25 cm e un peso fino a 9 g.

### Aspetto
La pelliccia è lunga, soffice, densa e con le estremità dei peli lucide, che le donano una particolare lucentezza. Le parti dorsali sono fulvo-ocra brillanti, mentre le parti ventrali sono giallo-brunastre. La base dei peli è ovunque nerastra. Le orecchie e le membrane alari sono brunastre. Le ali sono attaccate posteriormente alla base delle dita dei piedi, i quali sono relativamente grandi. La coda è lunga ed inclusa completamente nell'ampio uropatagio, il quale è cosparso di pochi peli. Il calcar è privo di carenatura.

## Biologia

### Comportamento
Si rifugia negli edifici, nei crepacci e nelle sporgenze rocciose. Sono stati osservati vivai fino a 800 tra femmine e i loro piccoli. Durante l'inverno le popolazioni della California e dello stato messicano di Sonora entrano in ibernazione all'interno di alcune miniere.

### Alimentazione
Si nutre di insett acquatici come moscerini, zanzare, Ephemeroptera e tricotteri.

### Riproduzione
Le femmine danno alla luce un piccolo alla volta solitamente in giugno.

## Distribuzione e habitat
Questa specie è diffusa negli stati meridionali dell'Arizona, Colorado centro-meridionale, Texas sud-occidentale, Nuovo Messico; Messico centro-settentrionale e centrale fino alla città di Puebla.
Vive in ambienti ripariali alberati in zone desertiche, pinete e querceti vicino a corsi d'acqua tra 1.830 e 2.806 metri di altitudine.

## Conservazione
La IUCN Red List, considerato il vasto areale e la presenza in diverse aree protette, classifica M.occultus come specie a rischio minimo (Least Concern)).